# Miecz ceremonialny (Essen)

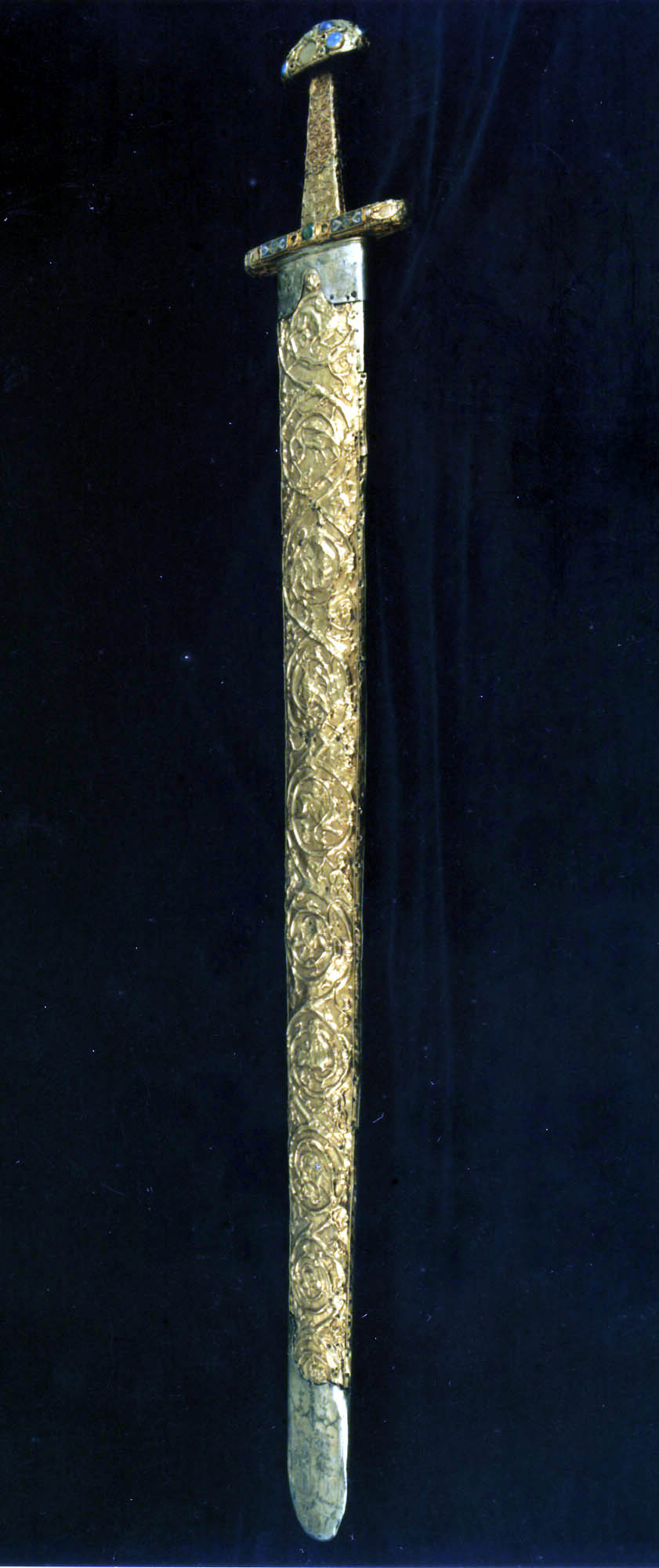
Miecz Kosmy i Damiana

Miecz Kosmy i Damiana znany w niemieckiej literaturze jako Zeremonialschwert lub Prunkschwert – miecz ceremonialny będący ideowym nawiązaniem do narzędzia męczeństwa świętych Kosmy i Damiana patronów żeńskiego opactwa w Essen i kościoła katedralnego. Prawdopodobnie jest darem cesarza Ottona III dla opactwa, choć dzieło jest datowane na drugą połowę X wieku. Przykład rzemiosła artystycznego czasów ottońskich. Znajduje się w skarbcu katedralnym w Essen.
Otton III utrzymywał zażyłe kontakty z opatkami z Essen. Po śmierci cesarza Ottona II rozgorzała walka o tron cesarski pomiędzy Henrykiem Kłótnikiem a Ottonem III. W podzięce za poparcie Ottona przez opatkę esseńskiego klasztoru, tenże podarował klasztorowi dary m.in. koronę królewską, którą otrzymał w Akwizgranie w 963. Ponadto władca ofiarował wypróbowany w walce (według tradycji tego miecza użyto w bitwie nad rzeką Lech kiedy to Otton I zwyciężył Węgrów) miecz, który wyposażony w złoconą pochwę, służył następnie jako miecz ceremonialny opatek z Essen. Darowizna cesarska oznaczała podziękowanie za pomoc opatki udzieloną przy poparciu aspiracji cesarskich.

## Opis i symbolika
Wykonany ze stali damasceńskiej miecz jest jednosieczny. Składa się z rękojeści zakończonej jelcem,oraz długiej głowni o zaokrąglonym czubku.
Długość całkowita wynosi 94 cm, przy czym samej głowni 80,5 cm. Rękojeść miecza jest długa na 13,5 cm, szerokość jelca wynosi 14 cm, długość pochwy – 82 cm. Sama głownia waży 823,8 g.
W całości zachowała się dawna, wykonana z drewna (prawdopodobnie z drzewa owocowego), pozłacana pochwa, pokryta posrebrzaną blachą. Wykonane techniką repusowania dekoracje tworzą stylizowane motywy zoomorficzne wpisane w bogato zdobione liśćmi spiralnie ułożone wici.
O reprezentacyjnym charakterze miecza mówi List do Rzymian – Jest ona [władza] bowiem sługą Boga dla twego dobra. A jeśli popełniasz zło, lękaj się, bo nie na próżno nosi ona miecz. Jest bowiem sługą Boga do wymierzającemu karę temu, kto źle czyni. Rz 13,4. W średniowieczu symbolizował władzę i panowanie, stanowił obok korony, berła i jabłka najważniejsze insygnium koronacyjne monarchów. W kontekście do klasztoru esseńskiego oznaczał wysoki status zakonnic, które do sekularyzacji klasztoru w 1803 mianowały się jako księżne. Ostatnią księżną-opatką była Maria Kunegunda z Wettynów.
Oprócz funkcji reprezentacyjno-ceremonialnych w miejscowej tradycji trwającej od średniowiecza miecz ten był uznawany za relikwię, narzędzie męki patronów opactwa. Za pomocą miecza dokonano dekapitacji świętych Kosmy i Damiana podczas prześladowań chrześcijan za panowania cesarza Dioklecjana, stąd też obaj święci są przedstawiani z tym atrybutem. Inwentarz skarbca w Essen z 1626 wspomina o mieczu jako Gladius sanctorum Cosmae et Damiani. W XV wieku tradycja miecza-relikwii była powszechna, z 1473 jest znana pieczęć miejska Essen, gdzie w tarczy herbowej figuruje miecz odnoszący się do dzieła z opactwa. Została wydana ponownie przez radę miejską w 1483. Odtąd do dziś miecz ten stanowi część herbu miasta Essen.